# Caso corredora do Central Park
O Caso corredora do Central Park foi um caso criminal nos Estados Unidos, baseado no assalto e estupro de Trisha Meili, uma mulher branca de 28 anos que estava correndo no parque e foi atacada por outras oito pessoas, na área de North Woods, no reservatório do Central Park de Manhattan, na noite de 19 de abril de 1989. Três das vítimas eram negras ou latinas. Meili ficou tão gravemente ferida que permaneceu em coma por 12 dias. O New York Times de 1990 descreveu o ataque a ela como "um dos crimes mais amplamente divulgados da década de 1980".

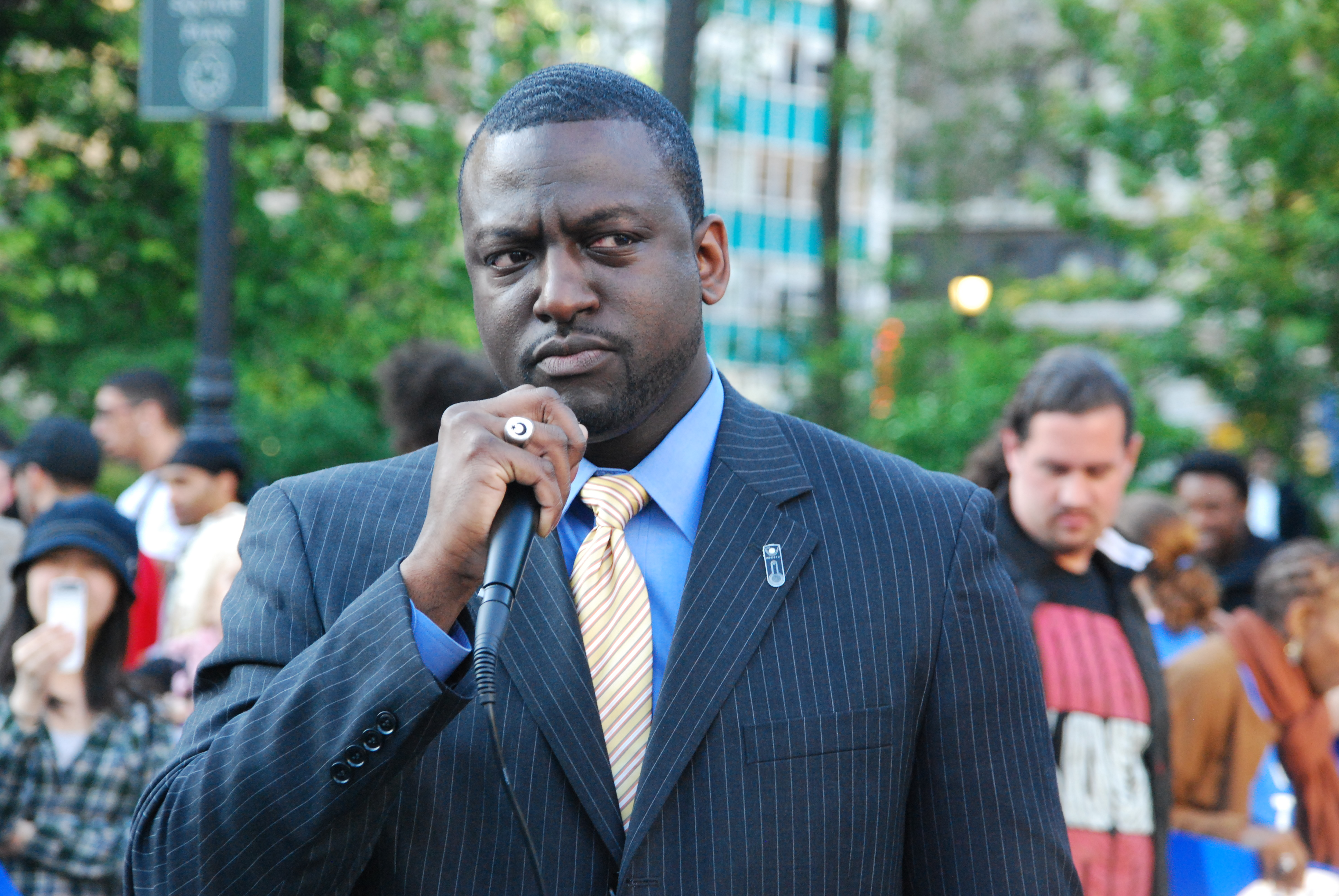
Yusef Salaam em 2009, sete anos depois de sua condenação ser revogada

Os ataques no Central Park naquela noite foram supostamente cometidos por um grupo independente de 30 a 32 adolescentes, e a polícia tentou prender suspeitos depois que os crimes começaram a ser relatados entre as 21h e as 22h. O corpo brutalmente espancado de Meili somente fora encontrado às 1h30, após a intensa busca policial. Eles prenderam 14 ou mais suspeitos nos dias seguintes e um total de dez suspeitos que foram julgados pelos ataques. Dentre eles estavam quatro adolescentes afro-americanos e dois latino-americanos que foram indiciados em 10 de maio por acusações de assalto, roubo, motim, estupro, abuso sexual e tentativa de assassinato de Meili e de um homem não relacionado, John Loughlin. O promotor planejou julgar os réus em dois grupos, logo após agendou o sexto réu para ser julgado. Este último se declarou culpado em janeiro de 1991 por acusações menores e recebeu uma sentença reduzida.
A acusação dos cinco réus restantes no caso de estupro e agressão foi baseada principalmente nas confissões que eles fizeram após interrogatórios policiais. Nenhum teve suporte jurídico durante esses interrogatórios. Dentro de semanas, cada um deles retirou essas confissões, declarou-se inocente e recusaram acordos com as acusações de estupro e agressão. Nenhum dos DNA dos suspeitos correspondia ao DNA coletado na cena do crime: duas amostras de sêmen que pertenciam a um homem não identificado. Nenhuma evidência física substantiva ligou nenhum dos cinco adolescentes à cena do estupro, mas cada um foi condenado em 1990 por agressão e outras acusações. Posteriormente, conhecidos como Os Cinco do Central Park, eles receberam sentenças que variaram de 10 a 15 anos. Quatro dos réus recorreram de suas condenações, mas estas foram confirmadas pelos tribunais de apelação. Os quatro réus juvenis cumpriam 6 a 11 anos cada; o jovem de 16 anos foi julgado e sentenciado como adulto e cumpriu 13 anos em uma prisão de adultos. Os outros cinco acusados, acusados de agressão a outras vítimas, se declararam culpados e receberam sentenças menos graves.
Em 2001, Matias Reyes, um assassino condenado e estuprador em série que cumpria pena de prisão perpétua, confessou às autoridades que havia estuprado a atleta. Seu DNA combinava com o encontrado na cena, e ele forneceu outras evidências confirmatórias. Ele disse que cometeu o estupro sozinho. Reyes não pôde ser processado por estuprar Meili, pois o crime havia prescrito. Em 2002, Robert Morgenthau, procurador distrital do condado de Nova York, fez seu escritório conduzir uma investigação e recomendou ao tribunal estadual que as condenações dos cinco homens por todas as acusações fossem resignadas. O tribunal renunciou suas condenações em 2002, e o estado retirou todas as acusações contra os homens.
Em 2003, os cinco homens processaram a cidade de Nova York por acusações maliciosas, discriminação racial e sofrimento emocional. A cidade se recusou a resolver os processos por uma década, porque seus advogados acreditavam que a cidade poderia ganhar um processo judicial. Após uma mudança na administração, a cidade indenizou os cinco autores com US$ 41 milhões. Os cinco homens também entraram com uma ação contra o Estado de Nova York por danos adicionais; este caso foi resolvido em 2016 por um total de US$ 3,9 milhões.

## Ataques

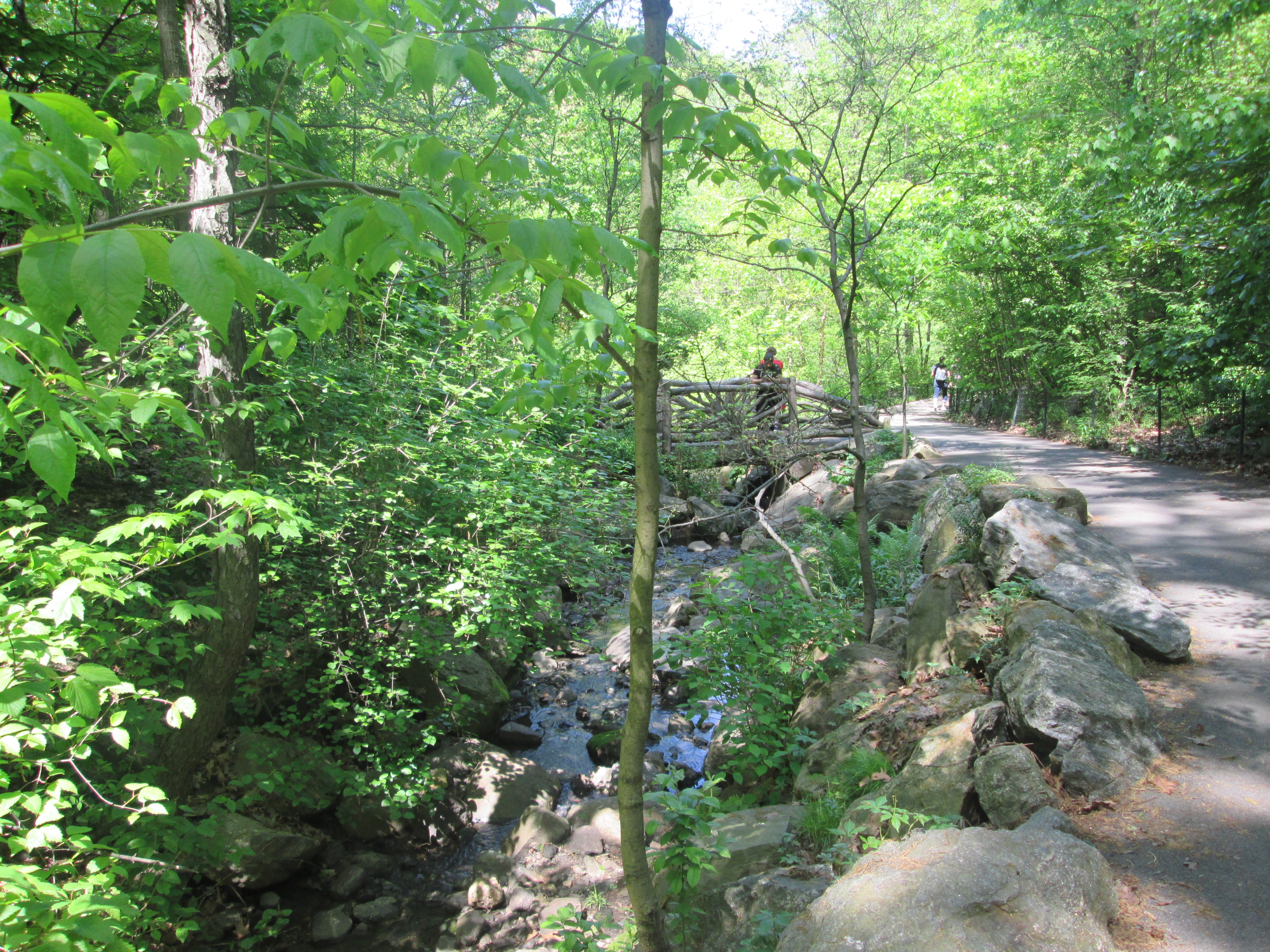
North Woods, um dos vários locais onde foram denunciados crimes

Às 21h em 19 de abril de 1989, um grupo estimado de 30 a 32 adolescentes que moravam no East Harlem entrou no Central Park de Manhattan em uma entrada no Harlem, perto do Central Park North. Alguns do grupo cometeram vários ataques, agressões e assaltos a pessoas que estavam caminhando, andando de bicicleta ou correndo na parte norte do parque e perto do reservatório, e as vítimas começaram a denunciar os incidentes à polícia. Dentro do North Woods, entre as ruas 105° e 102°, eles foram denunciados por estarem atacando vários ciclistas, atirando pedras em um táxi e atacando um pedestre, a quem roubaram sua comida e cerveja, e deixando-o inconsciente. Os adolescentes percorreram o sul ao longo da East Drive do parque e da transversal da Rua 97°, entre as 21h e as 22h.
Pelo menos parte do grupo se deslocou mais ao sul até a área ao redor do reservatório, onde quatro homens correndo foram atacados por vários jovens. Entre as vítimas estava John Loughlin, um professor de 40 anos de idade, que foi severamente espancado e roubado entre 9h40 e 9h50. Ele foi atingido na cabeça com um cano e um bastão, deixando-o inconsciente por um instante. Em uma audiência de pré-julgamento em outubro de 1989, um policial testemunhou que, quando Loughlin foi encontrado, ele estava sangrando tanto que parecia "ter sido imerso em um balde de sangue".
Só às 1h30 daquela noite foi encontrada uma corredora feminina na área de North Woods do parque. Ela fora puxada para o norte a cerca de 300 pés do caminho conhecido como 102° Street Crossing; o caminho de seus pés arrastados pela grama estava marcado tão claramente que podia ser fotografado. Tinha 18" de largura. Não havia evidências na grama de pegadas de vários autores. Ela foi brutalmente espancada, sofrendo grandes perdas de sangue e fraturas no crânio; mais tarde foi revelado que ela foi estuprada.
Após sua descoberta, a polícia aumentou a intensidade de seus esforços para identificar suspeitos nesse ataque e levou mais adolescentes sob custódia. A atleta não foi identificada por cerca de 24 horas, e a polícia levou dias para refazer seus movimentos daquela noite. Na época do julgamento dos três primeiros suspeitos, em junho de 1990, o New York Times caracterizou o ataque a corredora como "um dos crimes mais amplamente divulgados da década de 1980".

### Agressão e estupro de Trisha Meili
Trisha Meili fazia uma corrida regular no Central Park pouco antes das 21h Enquanto fazia sua corrida no parque, ela foi derrubada, arrastada a quase 91 metros da estrada e agredida violentamente. Ela foi estuprada e espancada quase até a morte. Cerca de quatro horas depois, às 1h30, ela foi encontrada nua, amordaçada e amarrada, e coberta de lama e sangue, em um buraco raso em uma área arborizada do parque, a cerca de 91 metros ao norte do caminho, chamado Street Crossing 102°. O primeiro policial que a viu disse: "Ela foi espancada tanto quanto qualquer pessoa que eu já vi espancada. Ela parecia ter sido torturada".
Meili ficou em coma por 12 dias. Ela sofreu hipotermia grave, danos cerebrais graves, choque hemorrágico grave, perda de 75 a 80% do sangue e sangramento interno. Seu crânio foi tão fraturado que seu olho esquerdo foi desalojado da órbita, que por sua vez foi fraturado em 21 lugares, e ela também sofria de fraturas faciais.
O prognóstico médico inicial era de que Meili morreria por seus ferimentos. Ela chegou a receber a extrema unção. Por esse motivo, a polícia tratou o ataque como um provável homicídio. Como alternativa, os médicos pensaram que ela poderia permanecer em coma permanente devido a seus ferimentos. Ela saiu do coma após 12 dias. Ela foi tratada por sete semanas no Metropolitan Hospital, em East Harlem. Quando Meili saiu do coma pela primeira vez, ela não conseguiu falar, ler ou andar. No início de junho, Meili foi transferida para o Gaylord Hospital, um centro de cuidados intensivos de longo prazo em Wallingford Center, onde passou seis meses em reabilitação. Ela não andou até meados de julho de 1989. Ela voltou ao trabalho oito meses após o ataque. Ela se recuperou amplamente, com algumas deficiências persistentes relacionadas ao equilíbrio e perda de visão. Como resultado do trauma grave, ela não tinha lembrança do ataque ou de eventos até uma hora antes do assalto, nem das seis semanas após o ataque.
Em um momento que já havia preocupação com o crime em geral na cidade, que sofria altas taxas de assaltos, estupros e homicídios, esses ataques provocaram grande indignação, principalmente o estupro brutal da atleta. Ocorreu no parque público que é mitificado como "o refúgio verdejante e democrático da cidade". Este fato foi usado por muitos grupos e indivíduos diferentes e foi fundamental para cidade de Nova York se enxergar como tal. Questões de raça, classe e gênero foram inflamadas pela mídia, que enfatizava a teoria policial de um ataque de gangue à atleta. O governador de Nova York, Mario Cuomo, disse ao New York Post: "Este é o último grito de alarme".

## Trisha Meili
Patricia Ellen Meili nasceu em 24 de junho de 1960 em Paramus, Nova Jérsia, e foi criado em Upper St. Clair, Pensilvânia, um subúrbio de Pittsburgh. Ela é a filha caçula de três filhos de John Meili, gerente sênior da Westinghouse, e sua esposa Jean, membro do conselho de uma escola. Ela frequentou a Faculdade Upper St. Clair, se formando em 1978.
Meili era especialista em economia Phi Beta Kappa, pela Wellesley College, onde recebeu um diploma de Bachelor of Arts, em 1982. O presidente do departamento de economia de Wellesley disse: "Ela era brilhante, provavelmente uma das quatro ou cinco melhores alunas da década". Em 1986, obteve um mestrado na Universidade Yale e um MBA em finanças pela Yale School of Management. Ela trabalhou desde o verão de 1986 até sofrer o ataque e, em seguida, se tornou vice-presidente do departamento de finanças corporativas e grupo de energia do Salomon Brothers, em um banco de investimento.
Meili morava na East 83rd Street, entre as avenidas York e East End, na seção Yorkville do Upper East Side de Manhattan. No momento do ataque, ela tinha 28 anos.
Na maioria dos relatos da mídia sobre o incidente da época, Meili era simplesmente chamado de "Central Park Jogger" (corredora do Central Park); no entanto, duas emissoras de TV locais violaram a política da mídia de não identificar publicamente as vítimas de crimes sexuais e divulgaram seu nome nos dias imediatamente após o ataque. Dois jornais voltados para a comunidade afro-americana - The City Sun e o Amsterdam News - e a estação de rádio negra WLIB continuaram a fazê-lo à medida que o caso progredia. Seus editores disseram que isso foi em resposta à mídia ter divulgado os nomes e informações pessoais sobre os cinco suspeitos, que eram todos menores antes de serem denunciados. Os donos da Open Line no WRKS foram creditados por ajudarem a continuar a cobrir o caso até que os jovens condenados foram absolvidos do crime em 2002.

## Outras vítimas e cronologia
Conforme identificado pelo relatório Morgenthau e pelo The New York Times em uma revisão do caso em 2002, estas foram as outras vítimas:
- Michael Vigna, um ciclista competidor, incomodou-se com o grupo às 21h05, pois um dos integrantes tentou socá-lo.
- Antonio Diaz, um homem de 52 anos que passeava no parque perto da Rua 105°, foi derrubado por adolescentes por volta das 21h15, que roubaram sua sacola de comida e uma garrafa de cerveja. Ele ficou inconsciente, mas logo foi encontrado por um policial.
- Gerald Malone e Patricia Dean, andando de bicicleta, foram atacados na East Drive, ao sul da Rua 102°, por volta das 21h15, por garotos que tentaram detê-los e agarrar Dean; o casal chamou a polícia depois de chegar a uma cabine telefônica.

As vítimas restantes foram atacadas por membros do grande grupo enquanto corriam perto do reservatório:
- David Lewis, banqueiro, atacado e roubado entre 21h25 e 21h40.
- Robert Garner, atacado por volta das 21h30.
- David Good, atacado por volta das 21h47.
- John Loughlin, o professor de 40 anos, foi severamente espancado e chutado por volta de 21h40 e 21h50, perto do reservatório e deixado inconsciente. Ele também foi roubado, levaram um walkman e outros itens.

Três das vítimas eram negras ou hispânicas, como a maioria dos suspeitos, complicando qualquer narrativa para atribuir ataques apenas a fatores raciais.

## Detenções e investigação

### Prisões de jovens
A polícia foi acionada às 21h30 e se deslocou com motos e carros não identificados. Durante a noite, eles prenderam cerca de 20 adolescentes. Eles assumiram a custódia de Raymond Santana, 14; e Kevin Richardson, 14; junto com outros três adolescentes aproximadamente às 22h15 no Central Park West e na 102° Street. Steven Lopez, 14 anos, foi preso com esse grupo dentro de uma hora dos vários ataques que foram relatados à polícia pela primeira vez. Ele também foi interrogado.
A severamente espancada Meili só foi encontrada às 1h30 do dia 20 de abril. Sua descoberta aumentou a urgência dos esforços da polícia para prender suspeitos. Antron McCray, 15; Yusef Salaam, 15; e Korey Wise (então conhecido como Kharey Wise), 16 anos, foram levados para interrogatório no mesmo dia (20 de abril), depois de terem sido identificados por outros jovens do grande grupo como participantes ou presentes em alguns dos ataques a outras vítimas. Korey Wise disse que não estava envolvido e acompanhou Salaam porque eram amigos. Estes foram os seis suspeitos indiciados pelo ataque à atleta (posteriormente identificada como Meili).
A polícia prendeu suspeitos adicionais por 48 horas após a noite de 19 de abril e interrogou vários outros. Entre eles estava Clarence Thomas, 14, preso em 21 de abril de 1989, por acusações relacionadas ao estupro da atleta feminina. Após uma investigação mais aprofundada, ele nunca foi indiciado e todas as acusações foram negadas contra ele em 31 de outubro de 1989. Também foi preso nesse período por acusações de ataques a outras pessoas no parque, e depois indiciado, Jermaine Robinson, 15; Antonio Montalvo, 18; e Orlando Escobar, 16 anos.
Os cinco jovens que mais tarde ficaram conhecidos como "Os Cinco do Central Park" foram interrogados por pelo menos sete horas cada um antes que os detetives tentassem gravar suas declarações como confissões gravadas em vídeo. As confissões gravadas em vídeo não foram iniciadas até 21 de abril. Santana, McCray e Richardson fizeram declarações em vídeo na presença dos pais. Wise fez várias declarações desacompanhadas de qualquer pai, responsável ou advogado. Lopez foi entrevistado em fita de vídeo na presença de seus pais em 21 de abril de 1989, começando às 3:30 da manhã. Ele acusou outras pessoas do grupo como os primeiros nomes nos ataques do grupo contra outras pessoas, mas negou qualquer conhecimento sobre a atleta feminina. Nenhum dos seis teve advogados de defesa durante os interrogatórios ou a gravação em fita de vídeo.
Quando levado sob custódia, Salaam disse à polícia que tinha 16 anos e mostrou-lhes identificação nesse sentido. Se um suspeito atingisse 16 anos de idade, seus pais ou responsáveis não tinham mais o direito de acompanhá-lo durante o interrogatório policial ou de se recusar a permitir que ele respondesse qualquer pergunta. Depois que a mãe de Salaam chegou à delegacia, ela insistiu que queria um advogado para o filho, e a polícia interrompeu o interrogatório. Ele não gravou nem assinou a declaração anterior, mas o tribunal decidiu aceitá-la como evidência antes de seu julgamento.
Salaam supostamente fez admissões verbais à polícia. Ele confessou estar presente no estupro somente depois que o detetive falsamente lhe disse que haviam sido encontradas impressões digitais nas roupas da vítima e, se ele correspondesse, ele seria acusado de estupro. Anos depois, ele disse: "Eu os ouvia espancando Korey Wise na sala ao lado", e "eles vinham me olhar e diziam: 'Você percebe que é o próximo'. O medo me fez sentir realmente como se não fosse capaz de entender."

### Conferência de imprensa e cobertura da mídia
Em 21 de abril, investigadores da polícia realizaram uma conferência de imprensa para anunciar a prisão de cerca de 20 suspeitos nos ataques de um total de nove pessoas no Central Park duas noites antes e começaram a oferecer sua teoria do ataque e estupro da atleta feminina. Seu nome foi retido como vítima de um crime sexual. A polícia disse que até 12 jovens teriam atacado a corredora.
Os principais suspeitos eram um subgrupo de 30 a 32 adolescentes que haviam agredido estranhos no parque como parte de uma atividade que a polícia disse que os adolescentes chamavam de "selvagem". Os detetives mais antigos da cidade de Nova York disseram que o termo foi usado pelos suspeitos ao descrever suas ações à polícia. A polícia descreveu os ataques como "aleatórios" e "sem motivação", dizendo que eles haviam "aterrorizado" as pessoas no parque. Esse relato do termo "descontração" logo foi contestado pelo repórter investigativo Barry Michael Cooper, que afirmou ter se originado num mal-entendido de um detetive da polícia sobre o uso dos suspeitos da frase "fazer a coisa selvagem", letra da música do rapper Tone Loc "Wild Thing" (Coisa selvagem). Houve uma cobertura massiva da mídia na conferência, com o estupro e o espancamento da atleta feminina especialmente relatados em linguagem inflamatória e dramática.
Os procedimentos policiais normais estipulavam que os nomes dos suspeitos de crimes menores de 16 anos deveriam ser privados da mídia e do público. Mas essa política foi ignorada quando os nomes dos jovens presos foram divulgados à imprensa antes que algum deles fosse formalmente denunciado ou indiciado. Por exemplo, o nome de Kharey Wise (que mais tarde adotou o uso de Korey como seu primeiro nome) foi publicado em um artigo de 25 de abril de 1989 no Philadelphia Daily News sobre o ataque à atleta feminina.
Naquela época, mais informações haviam sido publicadas sobre os principais suspeitos do estupro, que não pareciam satisfazer os perfis típicos dos autores. Fatores comuns foram descartados. Os repórteres descobriram que alguns vieram de famílias estáveis e financeiramente seguras; a polícia havia descartado drogas ou assalto a mão armada, e a maioria não tinha antecedentes criminais. Em 26 de abril de 1989, o The New York Times publicou um editorial de advertência contra o uso de rótulos e questionou por que esses "jovens bem ajustados" poderiam ter cometido um crime tão "selvagem".
Após as decisões da grande mídia de divulgar os nomes, fotos e endereços dos menores suspeitos, eles e suas famílias receberam sérias ameaças. Outros moradores do Schomburg Plaza, onde moravam quatro suspeitos, também foram ameaçados. Por causa disso, os editores do The City Sun e do Amsterdam News optaram por usar o nome de Meili em sua cobertura contínua dos eventos.
O reverendo Calvin O. Butts, da Igreja Batista Abissínia do Harlem, que veio apoiar os cinco suspeitos, disse ao New York Times: "A primeira coisa que você faz nos Estados Unidos da América quando uma mulher branca é estuprada é acusar um grupo de jovens negros, e acho que foi o que aconteceu aqui."

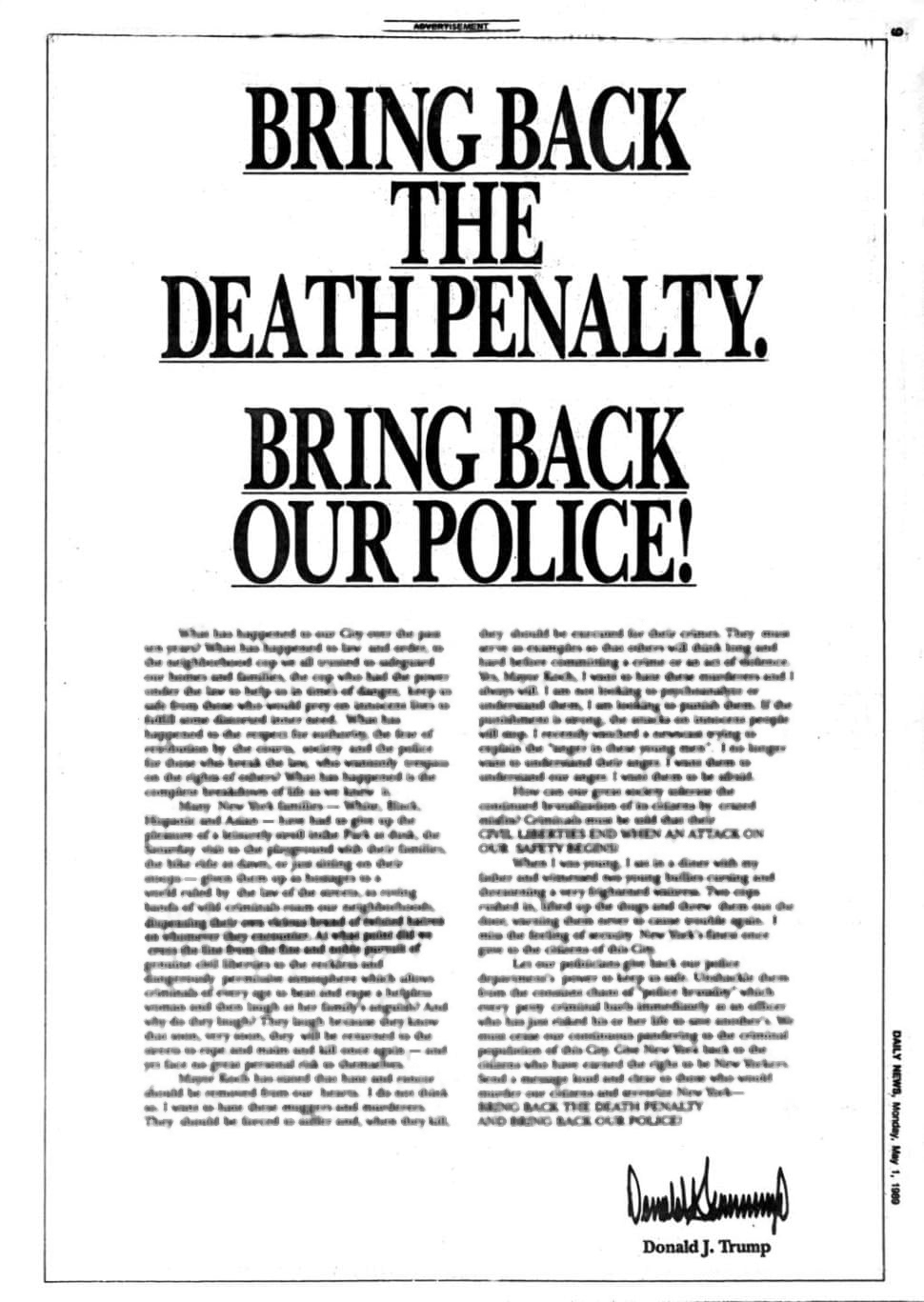
O anúncio de página inteira foi divulgado por Trump na edição de 1º de maio de 1989 do Daily News.

Em 1º de maio de 1989, Donald Trump, na época um magnata imobiliário, pediu o retorno da pena de morte em noticiário de página inteira publicados nos quatro principais jornais da cidade. Trump disse que queria que os "criminosos de todas as idades", acusados de espancar e estuprar uma corredora no Central Park, 12 dias antes, "tivessem medo". O anúncio, que custou cerca de US$ 85.000 (equivalente a US $ 175.000 em 2019), disse, em parte,
"O prefeito Koch declarou que o ódio e o rancor devem ser removidos de nossos corações. Acho que não. Quero odiar esses assaltantes e assassinos. Eles devem ser forçados a sofrer... Sim, prefeito Koch, quero odiar esses assassinos e eu sempre o farei... Como nossa grande sociedade pode tolerar a brutalização contínua de seus cidadãos por desajustados enlouquecidos? É preciso dizer aos criminosos que suas liberdades civis terminam quando um ataque à nossa segurança começa!"
De acordo com o réu Yusef Salaam, citado em um artigo de fevereiro de 2016 no The Guardian, Trump "foi o iniciador de incêndios" em 1989, como "cidadãos comuns estavam sendo manipulados e convencidos a acreditar que éramos culpados". Salaam disse que sua família recebeu ameaças de morte depois que os documentos publicaram o anúncio de página inteira de Trump pedindo a pena de morte.

## Casos contemporâneos comparados pela mídia
Os eventos do Central Park, atribuídos na época a membros do grande grupo de jovens que atacaram inúmeras pessoas no parque, incluindo brancos, negros e hispânicos, foram abordados como um exemplo extremo da violência que estava ocorrendo na cidade, incluindo assaltos e roubos, estupros e homicídios. Focando em estupros na mesma semana que no Central Park, o The New York Times publicou em 29 de abril de 1989 os "28 outros estupros de primeiro grau ou tentativas de estupros relatados na cidade de Nova York". O quarto, em 17 de abril, ocorreu durante o dia no parque e agora está vinculado a Reyes.
Logo após o estupro do Central Park, quando a atenção do público estava na teoria de uma gangue de jovens suspeitos, um ataque brutal ocorreu no Brooklyn em 3 de maio de 1989. Uma mulher negra de 30 anos foi roubada, estuprada e jogada do telhado de um prédio de quatro andares por três jovens. Ela caiu 15 metros, sofrendo ferimentos graves. O incidente recebeu pouca cobertura da mídia em maio de 1989, quando o foco estava no caso do Central Park. Os ferimentos da mulher exigiram hospitalização e reabilitação extensas.
O New York Times continuou a relatar o caso e acompanhou a acusação de suspeitos. Tyrone Prescott, 17, Kelvin Furman, 22, e outro jovem, Darren Decotea (nome corrigido alguns dias depois como Darron Decoteau), 17, foram detidos em duas semanas e processados pelos crimes. Eles fizeram acordos com a promotoria em outubro de 1990 antes do julgamento; os dois primeiros foram condenados a 6 a 18 anos de prisão. Decoteau fez um acordo judicial em fevereiro, no qual concordou em testemunhar contra os outros dois. Ele foi condenado em 10 de outubro de 1990 de quatro a doze anos de prisão. Ativistas e críticos da justiça social apontaram a falta de cobertura extensiva do ataque da mulher no Brooklyn como mostrando o viés racial da mídia; eles a acusaram de negligenciar a violência contra as mulheres minoritárias.

## Outras mídias
- Ken Burns, Sarah Burns e seu marido David McMahon estrearam o seu documentário sobre o caso, The Central Park Five, no Festival de Cannes de maio de 2012.[48] O documentarista Ken Burns disse esperar que o material do filme leve a cidade a resolver o caso dos homens contra o fato.[49] Em 12 de setembro de 2012, advogados da cidade de Nova York intimaram a produtora para acessar as imagens originais em conexão com a defesa do processo civil federal de 2003, movido contra a cidade por três dos jovens condenados.[50] Celeste Koeleveld, assessora executiva do setor de segurança pública da cidade, justificou a intimação com base no argumento de que o filme "cruzou a linha do jornalismo para a advocacia" para os homens injustamente condenados.[50] Em fevereiro de 2013, o juiz dos EUA Ronald L. Ellis anulou a intimação da cidade.[51]
- Em 15 de maio de 2019 o podcast História Preta lançou um episódio sobre o caso, detalhando a perseguição, condenação e posterior luta judicial pela absolvição dos cinco garotos falsamente acusados.[52]
- Em 31 de maio de 2019, When They See Us, uma minissérie de quatro episódios, foi lançado na Netflix. Ava DuVernay co-escreveu e dirigiu o drama. Seu lançamento e ampla exibição no Netflix levaram a uma discussão renovada do caso, do sistema de justiça criminal e da vida dos cinco homens.
- Uma ópera, também chamada The Central Park Five, estreou em Long Beach, Califórnia, pela Long Beach Opera Company em 15 de junho de 2019.[53] A música é do compositor Anthony Davis e a letra de Richard Wesley. Uma versão anterior, Five, estreou em Newark, Nova Jersey, pela Trilogy Company.[54]

## Leitura complementar
- Michael F. Armstrong, et al. (27 de janeiro de 2003) "NYPD Review of the Central Park Jogger Case" (em inglês)
- Burns, Sarah (2011). The Central Park Five: A Chronicle of a City Wilding (em inglês). New York: Knopf. ISBN 978-0-307-26614-9
- Byfield, Natalie P. (2014). Savage Portrayals: Race, Media, and the Central Park Jogger Story (em inglês). Philadelphia: Temple University Press
- Conlon, Edward (10 de outubro de 2014). «The myth of the Central Park Five» (em inglês). Daily Beast, Daily Beast, artigo de opinião do NYPD de um aposentado detetive que discordava da exoneração e acordo.
- Connor, Tracy (12 de dezembro de 2004). «New York Daily News - Crime File - 48 hours: Twisting trail to teens' confessions» (em inglês). New York Daily News
- Gray, Madison (8 de janeiro de 2013). «Q&A: The Wrongly Convicted Central Park Five on Their Documentary, Delayed Justice and Why They're Not Bitter» (em inglês). Time
- O'Shaughnessy, Patrice (12 de abril de 2009). «Central Park Jogger case forever changed innocent victims & the city» (em inglês). New York Daily News. Consultado em 12 de abril de 2009
- Ryan, Nancy E. (5 de dezembro de 2002) "Affirmation in Response to Motion to Vacate Judgement of Conviction". Resumo detalhado da acusação após investigação e confissão de Matias Reyes. (em inglês)
- Sullivan, Timothy (1992). Unequal Verdicts: The Central Park Jogger Trials (em inglês). New York: Simon & Schuster. ISBN 0-671-74237-X
- McKenna, Thomas (1996). Manhattan North Homicide: Detective First Grade (em inglês). [S.l.]: St Martin's Press. ISBN 0-312-14010-X

Editoriais:
- "The Central Park five, again", New York Post, 21 de abril de 2011 (em inglês)
- "11 Years is Too Long to Wait for Resolution", The Buffalo News, 9 de abril de 2013 (em inglês)